# Shitposting

Animació GIF de shitposting inocu per a una campanya de les xarxes socials de la Viquipèdia en català (#viquiPQC) destinada a la difusió dels articles més extravagants, divertits, inusuals i anecdòtics de l'enciclopèdia lliure.

El shitposting (de l'anglès shit, 'merda' i posting, 'publicar') és un argot de la comunitat digital que fa referència a l'acte de publicar contingut de qualitat pobra, agressiva, inútil, irònica, remesclada, irrellevant, incoherent i sovint amb errors lingüístics a les xarxes socials, fòrums virtuals o d'altres portals d'internet.

## Anàlisi i tipologia deshitposting
Des de la branca de la semiòtica es considera que el shitposting, basat en la filosofia de l'absurd i amb elements propis de l'antiestètica i la postmodernitat, esdevé un símbol i un gènere discursiu estructural d'internet. Pren certs matisos del nihilisme humà que, a més a més, es poden recolzar o alimentar de diverses eines d'intel·ligència artificial i de processament del llenguatge natural, que li confereixen encara més un valor molt distintiu d'humor computacional.
Aquesta mena d'accions té un ventall molt divers de finalitats, especialment la difusió còmica i recreativa de contingut brossa no comercial. En aquest cas, rep el nom de shitposting inocu. Tanmateix, també se n'ha documentat l'ús, circumscrit al troleig digital, per tal de desviar discussions socials i polítiques, per provocar conflicte i maximitzar les reaccions d'altres internautes amb el menor esforç possible, o àdhuc per aconseguir que un lloc o fòrum web es converteixi en inútil per a la resta dels seus lectors regulars: el shitposting disruptiu.

## Encunyament del terme en la política estatunidenca
El shitposting prengué especial focus i rellevància als Estats Units d'Amèrica a mitan dècada del 2010, quan el terme hi fou encunyat per primer cop. El mes de maig de l'any 2016, The Daily Dot va publicar un reportatge sobre aquest fenomen en el qual indicava que el shitposting es tractava d'una «provocació deliberada dissenyada per al màxim impacte amb el mínim esforç». Aquell mateix any, el grup de dreta alternativa estatunidenca Nimble America va rebre molta atenció dels mitjans de comunicació nacionals. The Daily Beast va descriure el grup com a «dedicat al shitposting i circulant mems d'Internet sobre Hillary Clinton».
El fenomen del shitposting no només va guanyar notorietat durant les eleccions presidencials nord-americanes de 2016, sinó que es va consolidar com una estratègia de comunicació recurrent a les xarxes socials, especialment en fòrums com Reddit, 4chan i Facebook. En aquests espais, el shitposting esdevenia una eina per mobilitzar bases ideològiques, desestabilitzar narratives polítiques rivals i amplificar desinformació
Segons The Independent, és una eina apolítica que pot tenir una gran diversitat d'efectes —des de l'ús de la dreta alternativa de Donald Trump fins a grups d'esquerra en línia que volien afavorir Bernie Sanders durant aquells comicis electorals. La revista Engineering & Technology va publicar que el «el shitposting, sigui d'esquerra o de dreta, s'està desenvolupant perillosament en una metàstasi digital dels dos minuts d'odi d'Orwell».
També el 2016, any en què el terme fou adquirí una cobertura molt recurrent, la revista Esquire va escriure que «la burla per Internet està emergint com una tècnica política legítima: el shitposting».
Aquesta tàctica no es limità a l'escenari electoral nord-americà, sinó que va tenir repercussions globals. Al Regne Unit, durant la campanya del Brexit, es van utilitzar mems i shitposting per reforçar posicions a favor i en contra de la sortida de la Unió Europea. Això va destacar com una nova manera d'impulsar campanyes polítiques, sovint basades en l'humor negre, la provocació i l'ús de desinformació per desestabilitzar l'oposició